# 吉田重氏
吉田 重氏（よしだ しげうじ）は、安土桃山時代から江戸時代前期にかけての武将・弓術家。日置流印西派の始祖。

## 略歴
近江国蒲生郡葛巻村出身。始め葛巻源八郎と称し、日置流（吉田流）弓術を伝えた吉田氏当主・吉田重綱の娘を娶るが、後に重綱と不仲となり、重綱の弟・業茂（左近右衛門・木反）に弓術を学び、婚家の姓を継いで吉田一水軒印西と号した。
重氏の弓術の技術は精妙の域に達し、始め豊臣秀次、次いで結城秀康、松平忠昌に仕え、後にその技術を以って徳川家康、秀忠、家光の3代に拝謁した。
寛永15年3月4日（1638年4月17日）死去。各地に門人が多数おり、これらは印西派と称された。
嫡子・重信も弓術に精通し、寛永4年（1628年）12月16日、大御所徳川秀忠及び将軍家光に拝謁、召されて旗本に列した。重信の弟の三右衛門、重好（平内）もまた技術を継ぎ有名であった。